# Полінітрили
Полінітри́ли (рос. полинитрилы, англ. polynitriles) — полімери, макромолекули яких мають склад [–CH(R)=N–]n.
Полінітрили одержують полімеризацією стехіометричних комплексів нітрилiв з кислотами Льюїса. Полінітрили відзначаються високою хімічною і термічною стійкістю.